# Kupirovo
Kupirovo je selo u Zadarskoj županiji. 

## Upravna organizacija
Upravno pripada općini Gračcu.

## Zemljopisni položaj
Sjeverno je Gornji Srb a sjeveroistočno Kunovac Kupirovački.

## Promet
Nalazi se na državnoj cesti D218.

## Stanovništvo
Prema popisu iz 2011. Kupirovo je imalo 46 stanovnika.
| broj stanovnika | 865   | 1066  | 845   | 399   | 495   | 469   | 436   | 399   | 258   | 245   | 220   | 184   | 160   | 130   | 16    | 46    | 28    |
|                 | 1857. | 1869. | 1880. | 1890. | 1900. | 1910. | 1921. | 1931. | 1948. | 1953. | 1961. | 1971. | 1981. | 1991. | 2001. | 2011. | 2021. |